# Préfecture apostolique de Qiqihar

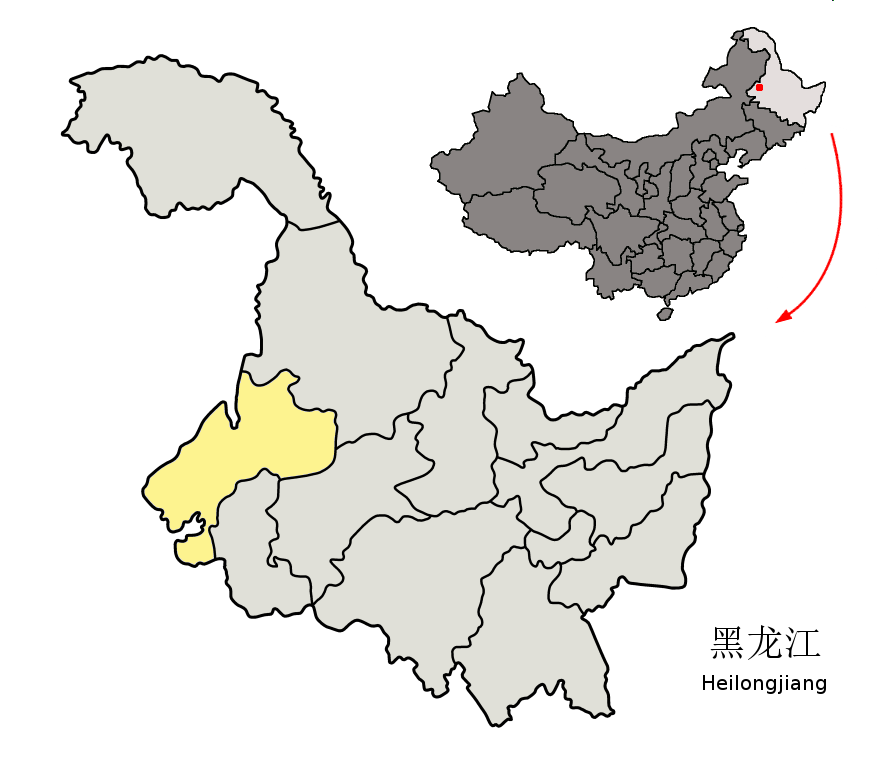
Localisation de la préfecture apostolique de Qiqihar

La préfecture apostolique de Qiqihar ou de Tsitsihar (latin : Apostolica Praefectura Tsitsiharensis) est un siège de l'Église catholique en République populaire de Chine. Le siège est juridiquement vacant.

## Territoire
La préfecture apostolique s'étend dans la partie occidentale de la province du Heilongjiang au nord de la Mandchourie. Elle comprend la ville-préfecture de Qiqihar (ou Tsitsihar), Daqing, Heihe et Suihua et la préfecture de Daxing'anling.
Son siège est à Qiqihar, où se trouve la pro-cathédrale Saint-Michel (圣弥额尔主教座堂).

## Histoire
La région est évangélisée par les missions étrangères de Paris depuis 1839. La mission sui juris de Tsitsihar est érigée le 9 juillet 1928 par le bref Ea quae de Pie XI, recevant son territoire du vicariat apostolique de Kirin (aujourd'hui diocèse de Jilin). Elle est confiée aux missionnaires suisses de la Société missionnaire de Bethléem.
Le 17 août 1931, la mission sui juris est élevée au rang de préfecture apostolique par le bref Ex hac divi du même pape Pie XI. La région est annexée par le Mandchoukouo, État satellite du Japon. Il cesse d'exister le 15 août 1945. Ensuite la région est le théâtre d'affrontements entre communistes et nationalistes. L'ensemble de la Chine tombe sous le joug communiste en octobre 1949, ce qui inaugure une longue période de persécution pour les chrétiens et l'expulsion des missionnaires.
Dans les années 1980, le gouvernement communiste se met à tolérer les cultes sous une étroite surveillance. Des évêques « clandestins » en communion avec Rome sont consacrés, comme Paul Guo Wenzhi le 15 mai 1989 et mort le 29 juin 2006 et Joseph Wei Jingyi, en 1995, comme évêque auxiliaire succédant à Mgr Guo Wenzhi en 2000. Mgr Jingyi est un des quatre évêques chinois officiellement invités à la XIe Assemblée générale du synode des évêques à Rome en 2005, à qui les autorités communistes chinoises interdisent de quitter le territoire.
Le Saint-Siège a confié en outre à Mgr Wei Jingyi l'administration apostolique de Harbin et la préfecture apostolique de Jiamusi.

## Ordinaires
- Eugène-Jean Imhof, S.M.B. † (28 avril 1929 - 17 janvier 1934 décédé)
- Paul Hugentobler, S.M.B. † (9 novembre 1934 - 27 juin 1972 décédé)
  - Sede vacante
  - Paul Guo Wenzhi † (15 mai 1989 - 1er août 2000 démission)
  - Joseph Wei Jingyi, succède le 1er août 2000